# Nanomyces fijianus
Nanomyces fijianus är en svampart som beskrevs av Thaxt. 1931. Nanomyces fijianus ingår i släktet Nanomyces och familjen Laboulbeniaceae.   Inga underarter finns listade i Catalogue of Life.